# TharnType: The Series
TharnType: The Series (tiếng Thái: เกลียด นักมาเป็นที่รักกันซะดีๆ) là một bộ phim truyền hình Thái Lan phát sóng năm 2019–2020 với sự tham gia của Suppasit Jongcheveevat (Mew) và Kanawut Traipipattanapong (Gulf). Bộ phim được chuyển thể từ cuốn tiểu thuyết nổi tiếng TharnType Story เกลียดนักมาเป็นที่รักกันซะดีๆ của MAME. Câu chuyện kể về một chàng sinh viên đại học không ưa người bạn cùng phòng của anh vì cậu ta là người đồng tính, họ luôn xảy ra mâu thuẫn nhưng dần dần những mâu thuẫn đó lại trở thành tình yêu.
Được đạo diễn bởi Bundit Sintanaparadee (Tee), bộ phim được phát sóng tại Thái Lan trên One 31 từ ngày 7 tháng 10 năm 2019 đến ngày 6 tháng 1 năm 2020 và phát lại trên LINE TV. Tập đặc biệt mang tên TharnType Special: Our Final Love đã được công chiếu tại Nhà hát lớn Siam Pavalai Royal vào ngày 19 tháng 1 năm 2020.

## Nội dung
Type là một sinh viên năm nhất điển trai. Type không ưa những người đồng tính vì đã từng bị một người đàn ông quấy rối khi còn nhỏ. Cuộc sống của Type đảo lộn khi cậu bước vào năm học đầu tiên tại trường đại học. Type đã phải ở cùng phòng ký túc với Tharn - một người đồng tính công khai. Tharn là một người đam mê âm nhạc rất điển trai. Việc một người đồng tính và một người ghét người đồng tính phải ở chung ký túc với nhau trong suốt năm học là điều không tưởng. Nhưng cuối cùng điều gì sẽ ra?Câu chuyện tình yêu của hai người sẽ bắt đầu từ đây

## Diễn viên
Dưới đây là dàn diễn viên của bộ phim:

### Diễn viên chính
- Suppasit Jongcheveevat (Mew) vai Hia Tharn
- Kanawut Traipipattanapong (Gulf) vai Sor Type

### Diễn viên phụ
- Natthad Kunakornkiat (Hiter) vai Tum
- Parinya Angsanan (Kokliang) vai Tar
- Suttinut Uengtrakul (Mild) vai Techno
- Thanayut Thakoonauttaya (Tong) vai Thorn
- Kittipat Kaewcharoen (Kaownah) vai Lhong
- Napat Sinnakuan (Boat) vai Champ
- Tanawin Duangnate (Mawin) vai Khlui
- Kantheephop Sirorattanaphanit (Run) vai Seo
- Wasin Panunaporn (Kenji) vai Technic
- Pongkorn Wongkrittiyarat (Kaprao) vai Khom
- Pattarabut Kiennukul (AA) vai San
- Siwapohn Langkapin (Eye) vai Puifai

### Khách mời
- Suppapong Udomkaewkanjana (Saint) vai Pete
- Phiravich Attachitsataporn (Mean) vai Tin
- Siwat Jumlongkul (Mark) vai Kengkla

## Tiểu thuyết gốc
Cuốn tiểu thuyết TharnType Story เกลียดนักมาเป็นที่รักกันซะดีๆ được phát hành trực tuyến lần đầu tiên vào ngày 2 tháng 12 năm 2014 thông qua nền tảng Dek-D.com dành cho các nhà văn. Mặc dù câu chuyện chỉ là phần phụ của cuốn tiểu thuyết trước đó của MAME là My Accidental Love is You, các sự kiện trong TharnType Story lấy bối cảnh 3 năm trước tiểu thuyết đó. Cuốn tiểu thuyết được xuất bản vào năm 2016, gồm 62 chương và chia làm 2 cuốn. Phần tiếp theo gồm 22 chương kể về cuộc sống "vợ chồng" của Tharn và Type sau 7 năm yêu nhau đã được phát hành dưới dạng sách sau 2 cuốn đầu tiên. Tính đến năm 2020, TharnType Story sở hữu 216% ratings trên trang Dek-D với hơn 3,8 triệu lượt xem.

## Nhạc phim
| Tên bài hát | Tên tiếng Anh                 | Thể hiện               | Chú thích |
| ----------- | ----------------------------- | ---------------------- | --------- |
| ไม่ยอม       | Be Mine (Chính)               | Pop Jirapat            | [ 5 ]     |
| ไม่ยอม       | Be Mine                       | Kaownah Kittipat       | [ 6 ]     |
| ขอแค่เธอ     | Hold Me Tight                 | Off Chainon            | [ 7 ]     |
| ขอแค่เธอ     | Hold Me Tight (Acoustic ver.) | Suppasit Jongcheveevat | [ 8 ]     |

## Giải thưởng
| Năm  | Giải thưởng          | Hạng mục                | Người/Tác phẩm được đề cử                                     | Kết quả   |
| ---- | -------------------- | ----------------------- | ------------------------------------------------------------- | --------- |
| 2020 | LINE TV Awards       | Best Kiss Scene         | Suppasit Jongcheveewat (Mew) Kanawut Traipipattanapong (Gulf) | Đoạt giải |
| 2020 | KAZZ Magazine Awards | Best Couple of The Year | Suppasit Jongcheveewat (Mew) Kanawut Traipipattanapong (Gulf) | Đề cử     |
| 2020 | KAZZ Magazine Awards | Best Scene              | Suppasit Jongcheveewat (Mew) Kanawut Traipipattanapong (Gulf) | Đoạt giải |
| 2020 | KAZZ Magazine Awards | Hot Young Star          | Kanawut Traipipattanapong (Gulf)                              | Đề cử     |
| 2020 | KAZZ Magazine Awards | Hot Young Star          | Suppasit Jongcheveewat (Mew)                                  | Đoạt giải |
| 2020 | Howe Awards 2019     | Best Couple             | Suppasit Jongcheveewat (Mew) Kanawut Traipipattanapong (Gulf) | Đoạt giải |
| 2020 | Thai Crazy Awards    | Best Gay Series         | TharnType: The Series                                         | Đoạt giải |
| 2020 | Thai Crazy Awards    | Best Gay Couple         | Suppasit Jongcheveewat (Mew) Kanawut Traipipattanapong (Gulf) | Đoạt giải |
| 2020 | 2020 Maya Awards     | Series of The Year      | TharnType: The Series                                         | Đề cử     |
| 2020 | 2020 Maya Awards     | Best Couple             | Suppasit Jongcheveewat (Mew) Kanawut Traipipattanapong (Gulf) | Đoạt giải |
| 2020 | 2020 Maya Awards     | Best Male Actor         | Suppasit Jongcheveewat (Mew)                                  | Đoạt giải |
| 2020 | 2020 Maya Awards     | Best Soundtrack         | Hold Me Tight - Off Chainon                                   | Đề cử     |